# Pinga Fogo FM
Pinga Fogo FM é uma emissora de rádio brasileira sediada em Maringá, cidade no estado do Paraná. Opera no dial FM, na frequência 91.5 MHz, originada da migração AM-FM.

## História
A emissora iniciou suas atividades em 1956, como Rádio Jornal de Maringá e operando em AM 1540 kHz, sendo fundada justamente por Samuel Silveira e seus sócios, que no caso, fundaram a Rádio Cultura de Maringá em 1951, sendo esta última, a primeira emissora de rádio na cidade. Por conta de uma regra determinada pela Dentel (hoje Anatel) na época, o proprietário de uma emissora não poderia ter outra rádio na mesma cidade, com isso, a Rádio Jornal e "O Jornal de Maringá" foram vendidos a empresários da mesma cidade. Posteriormente, a mesma mudou sua sintonia para AM 870 kHz e sua potência aumentou para 5.000 kW.
Em 1992, o conhecido comunicador e politico Pinga Fogo (apelido de Benedito de Oliveira), comprou a Rádio Jornal e completou a formação do Sistema Pinga Fogo de Comunicação com a criação da Rádio Nova Ingá AM no mesmo ano, dois anos antes, ele havia adquirido duas rádios, uma em Borrazópolis e a outra em Apucarana. Pinga Fogo sempre foi atuante na comunicação na região e líder de audiência, de um simples feirante, ele virou o Pai do Rádio e o Pai da Pobreza, este ultimo era o apelido dado pelo povo, já que ele em seus programas de rádio, inclusive na Rádio Nova ingá prestava assistencialismo aos mais necessitados.
Em 1996, o Ministério Público do Paraná abriu um inquérito para apurar um suposto superfaturamento entre a Universidade Estadual de Londrina e a Rádio Nova Ingá, pois a universidade teria recebido R$ 21 mil reais da emissora, para publicidade. A UEL teria gastado R$ 2 milhões de reais para publicidade em diversas áreas da comunicação, uma delas envolvendo ela e a emissora de Pinga Fogo.
Em 2014, com o falecimento do Pinga Fogo, que ocasionou um choque na comunicação da cidade. As emissoras do Grupo passaram a ser comandadas pelo filho Juliano Pinga de Oliveira que também é radialista da emissora.
A Rádio Nova Ingá conhecida tradicionalmente como "a rádio do Pinga Fogo" ou "a rádio do povo", teve diversas atrações como a Oração da Tarde, Mercadão de Sucessos, Show da Manhã, entre outros programas jornalísticos que são o ponto forte da emissora, além da parceria de muitos anos com a Rádio Bandeirantes para a transmissão do Jornal Primeira Hora e das jornadas esportivas.
Em 2020, com a autorização para as 3 primeiras emissoras da cidade migrarem do AM para o FM, a Nova Ingá começou em abril, a instalação de sua torre em dos prédios mais altos de Maringá, a fase experimental começou em agosto de 2020 e para homenagear o querido Pinga Fogo, o novo nome da emissora foi batizado como Pinga Fogo FM que estreou em definitivo em outubro do mesmo ano e com um grande investimento em novos estúdios e novos equipamentos, ela foi a segunda emissora a entrar no no AM e sendo a segunda a migrar para o FM.
Ainda em 2020, no mês de novembro, o TRF4 cancelou a concessão da emissora, pois constava o nome de Ricardo Barros no quadro de sócios, mas o mesmo entrou com recurso e recorreu da decisão, pois segundo a constituição federal, não havia proibição para que deputados federais sejam sócios quotistas (ou seja ele tem a minoria da concessão da rádio mas não utilizava) e citou que não estava mais no quadro societário da empresa que é ligada a família de Pinga Fogo.
No final de fevereiro de 2021, uma novidade pegou de surpresa os ouvintes, o grupo decidiu afiliar a emissora com a Rede Transamérica e que a estreia estava prevista para abril, este seria o retorno da rede na cidade, já que última passagem foi nos meados de 1990, através da FM 97.9 (atualmente afiliada da Mix FM). Com a mudança, o grupo optou transferir alguns programas e alguns locutores conhecidos da Pinga Fogo FM para a Rádio 93.3 FM, que pertence à família e que em abril passou a se chamar Nova Ingá FM, voltando o nome original da emissora quando era AM.
Depois de diversos adiamentos, a estreia em definitivo aconteceu as 12h do dia 10 de maio, na abertura da programação local, a inauguração aconteceu justamente no dia do aniversário de Maringá. Com isso, o grupo contratou Gustavo Garcia (ex-grupo RIC), para ser o diretor executivo da emissora.
Durante a exibição do programa Pinga Fogo na TV, exibido pela TV 10 Maringá, no dia 23 de dezembro, um post apareceu no telão indicando a possível volta da Pinga Fogo FM ao dial mostrando sua nova programação, o que ainda o apresentador falou ao público que ainda era surpresa.
Somente em janeiro de 2022, começava a preparação para se desfiliar da Rede Transamérica e no dia 3 de fevereiro, a emissora volta a se chamar Pinga Fogo FM e a programação em definitivo só estreou no dia 7.